# Hygrophila madurensis
Hygrophila madurensis är en akantusväxtart som först beskrevs av Nambiyath Puthansurayil Balakrishnan och Subram., och fick sitt nu gällande namn av Saravanam Karthikeyan och Moorthy. Hygrophila madurensis ingår i släktet Hygrophila och familjen akantusväxter. Inga underarter finns listade i Catalogue of Life.